# Geophila cordata
Geophila cordata är en måreväxtart som beskrevs av Domingo Bello y Espinosa. Geophila cordata ingår i släktet Geophila och familjen måreväxter.
Artens utbredningsområde är Puerto Rico. Inga underarter finns listade i Catalogue of Life.